# Hitoshi Okuda
Hitoshi Okuda (奥田 ひとし, Okuda Hitoshi,  Daisen, 15 augustus 1963) is een Japans mangaka. Hij is vooral bekend voor de reeks Tenchi Muyo!.
Okuda tekende eerst dojinshi alvorens hij zijn professionele debuut maakte. Hij studeerde bij Nobuteru Yuki en Yutaka Izubuchi.
Gedurende elf jaar tekende Okuda verhalen over het personage Tenchi. Dit begon met Tenchi Muyo! (No need for Tenchi!) in 1994 en eindigde met Shin Tenchi Muyo! (The All-New Tenchi Muyo!) in 2005. Tenchi, Heaven Forbid! G... was een verzameling van 74 yonkoma strips die Okuda zes jaar lang tekende voor de maandelijkse nieuwsbrief van de Pioneer LDC fanclub. Later werden ze door VIZ Media samengebundeld met oud materiaal over het personage Sasami en uitgegeven onder de titel Tenchi Muyo: Sasami Stories

## Oeuvre
- Tenchi Muyo! (in het Engels bekend als No need for Tenchi!, 1994–2000)
  - The All-New Tenchi Muyō! (2000–2005)
  - Tenchi Muyō! Sasami Stories (2002)
  - Tenchi, Heaven Forbid! G... (1994–2000)
- Detatoko Princess (1994–1999)
- Little Dragon Restaurant
- Radical Guardian
- Ranto Mashoroku